# 조상연 (2008년)
조상연(趙相衍, 2008년 5월 21일~)은 대한민국의 바둑 기사로, 경기 부천 출신이다.

## 약력
부천시 출신으로 류동완바둑도장에서 바둑을 배웠다. 2019년 한화생명배 어린이 국수전 국수부와 조남철배 초등최강부에서 우승한 후, 2020년 문화체육관광부장관배 초등최강부, 2022년 대통령배 중고등부와 서울시장배 최강부 등 전국대회에서 여러번 우승을 하며 이름을 알렸다.
2023년 제155회 연구생 내신입단대회를 통해 프로 입단에 성공했다. 입단 후에 2024년 제12회 하찬석국수배 영재최강전에서 우승을 차지했고 제2기 조아제약배 루키바둑 영웅전 본선 4강에 올랐다.  2024년에 3단으로 승단했다.